# Bassus clausthalianus
Bassus clausthalianus är en stekelart som först beskrevs av Julius Theodor Christian Ratzeburg 1844.  Bassus clausthalianus ingår i släktet Bassus och familjen bracksteklar. Arten är reproducerande i Sverige. Inga underarter finns listade.